# 罗贝特·戴克赫拉夫
罗贝特斯·亨里克斯·“罗贝特”·戴克赫拉夫，FRSE（荷蘭語：Robertus Henricus Dijkgraaf，荷蘭語發音：[ˈdɛikɣraːf] ⓘ；1960年1月24日—），荷兰数学物理学家，弦理论家。他是阿姆斯特丹大学的终身教授，普林斯顿高级研究所的利昂·利维教授（Leon Levy professor）。